# Középkori zene
A középkori zene alatt a nagyjából az 500 és 1400 közötti időből származó dalok, hangszeres zene és liturgikus zene összességét értjük. Nagyjából 1400 után már zeneileg is az újkorba való átmenetről, az európai reneszánszról beszélünk. 

## Jellemzői
A középkori zene része volt a nyugati műzenének, beleértve a liturgikus és a világi műzenét is. Van benne csak vokális zene, mint például a gregorián ének és kórus, csak hangszeres, és énekes-hangszeres zene is (amelyben jellemzően a hangszerek kísérik az éneket). A gregorián éneket szerzetesek a katolikus mise alatt énekelték. A fekete halál idejét például még egyértelműen a középkori felfogás és zene uralta. A középkor és a reneszánsz zene határát nehéz pontosan meghatározni, mert a zene változásának kezdete régiónként eltér. A zenetörténészek nagyjából egyetértenek abban, hogy a középkor és a reneszánsz zene határa nagyjából az 1400 körüli évekre tehető.
A középkor végén az arab zenetudomány ösztönzésére továbbfejlődött a zene lejegyzése, ez nagy hatást jelentett például diatonikus skálák, hangközök jobb, letisztultabb megértésére, a konszonancia és disszonancia használatának jobb standardizálódására, még a hármashangzatok – vagyis a legegyszerűbb akkordok – óvatos próbálgatására is.

## Hangszerek
A középkor végén a hangszerek fejlesztésének is lökést adott mindaz, amit az arab reneszánsz közvetített, alapvető fúvóshangszerek, mint például a furulya, a mai hegedű előképe, népszerű pengetőhangszerek voltak a legdivatosabbak a korban.

## Műfajok
F. Landini: Íme a tavasz!

Probléma esetén lásd:Médiafájlok kezelése.
Európa nagy része, nem csekély részben az arab katonai és kulturális nyomás hatására konszolidációnak indult a IX.-X. századtól, így a kedvező környezetben elindult a műzenei műfajok fejlődése is: a liturgikus ének az ókori műfajok nyomán a gregorián ének dallamalkotásává fejlődött, az ars antiqua conductus műfajából kinőve az ars nova során elkezdtek próbálkozni az organum, motetta műfajban óvatos kétszólamúsággal a trecento madrigálban szintén, végül a ballata és a kánon hoztak be olyan olyan többszólamú elemeket, amelyek a 15. század közepén, az újkorba lépéssel a háromszólamú akkordok világát, és az ellenpontozást megerősítették.

## Fordítás
- Ez a szócikk részben vagy egészben  a   Medieval music című angol Wikipédia-szócikk fordításán alapul.  Az eredeti cikk szerkesztőit annak laptörténete sorolja fel. Ez a jelzés csupán a megfogalmazás eredetét és a szerzői jogokat jelzi, nem szolgál a cikkben szereplő információk forrásmegjelöléseként.